# Alexander Freitag (Politiker)
Alexander Freitag (* 10. Oktober 1944 in Graz; † 27. April 2018 ebenda) war ein österreichischer Lehrer, Volksschuldirektor und Politiker (SPÖ).
Vom 4. Juli 1980 bis zum 18. Oktober 1991 gehörte er dem steirischen Landtag in drei Gesetzgebungsperioden als Landtagsabgeordneter an.

## Leben
Alexander Freitag wurde am 10. Oktober 1944 in Graz geboren, besuchte hier die Volksschule und in weiterer Folge die Hauptschule. Nach seiner Matura 1965 am Bundesgymnasium Carneri, an dem er auch Schulsprecher war, leistete er seinen Präsenzdienst ab, war danach bis 1967 bei der Allgemeinen Unfallversicherungsanstalt in Graz angestellt und absolvierte während dieser Zeit die Lehramtsausbildung. Die Lehrerbildungsanstalt in Graz mit Lehramt an Volksschulen schloss er 1967 ab, war dann Volksschullehrer und Schulleiter in Trössengraben bei St. Stefan im Rosental, absolvierte 1969 seine Lehrbefähigungsprüfung und war ab 1971 Direktor der Volksschule.
Bereits früh engagierte sich Freitag für die Sozialdemokratische Partei Österreichs und zog 1969 erstmals in den Gemeinderat von St. Stefan im Rosental ein. Im darauffolgenden Jahr erfolgte seine Wahl zum Vorsitzenden der gleichnamigen SPÖ-Ortsgruppe. Von 1970 bis 1976 war er zudem Bezirksobmann der Jungen Generation Feldbach. Innerhalb der Partei stieg er 1978 zum Bezirksobmann von Feldbach auf und schaffte am 4. Juli 1980 als Nachrücker den Einzug in den steirischen Landtag, dem er daraufhin bis zu seinem Ausscheiden am 18. Oktober 1991 in drei verschiedenen Gesetzgebungsperioden (IX., X. und XI.) über einen Zeitraum von über elf Jahren angehörte und auch in verschiedenen Ausschüssen als Mitglied und Ersatzmitglied saß. In dieser Zeit war er Mitglied gehörte er unter anderem dem Jugend- und Familienausschuss, dem Kontrollausschuss oder dem Volksbildungs- und Petitionsausschuss an und hatte bei diesen im Laufe seiner Abgeordnetentätigkeit später auch die Obmannfunktion inne. Seine SPÖ-Bezirksobmannschaft hatte er ebenso bis 1991 inne. Ebenfalls 1980 erfolgte seine Wahl zum Vizebürgermeister von St. Stefan. Dieses Amt hatte er bis 1986 inne, blieb dem Gemeinderat daraufhin noch bis 1993 oder 1994 erhalten und beendete in weiterer Folge seine politische Laufbahn. Bis zu seiner Pensionierung 2002 blieb er Direktor der VS Trössengraben und war zudem langjähriger Vorsitzender des Schulausschusses.
Für sein langjähriges Wirken wurde ihm der Berufstitel Oberschulrat (OSR) verliehen. Des Weiteren war er Ehrenringträger der Gemeinde St. Stefan im Rosental, sowie seit 2004 Träger des Großen Goldenen Ehrenzeichen des Landes Steiermark, das er für seine Verdienste um das Land Steiermark verliehen bekommen hatte. So hatte er sich etwa während seiner politischen Laufbahn um den Ausbau der Bundesstraße von Kirchbach nach Graz eingesetzt.
Am 27. April 2018 starb Freitag plötzlich und unerwartet im Alter von 73 Jahren. Er war verheiratet und Stiefvater zweier Kinder.

## Auszeichnungen und Ehrungen (Auswahl)
- Verleihung des Berufstitels Oberschulrat (OSR)
- Ehrenringträger von St. Stefan im Rosental
- Träger des Großen Goldenen Ehrenzeichens des Landes Steiermark: 2004